# Hoani Bosmorin

a Compétitions nationales et continentales officielles uniquement.

b Matchs officiels uniquement.
Dernière mise à jour le 16 juillet 2024.
Hoani Bosmorin, né le 27 décembre 2004, est un joueur français de rugby à XV qui joue au poste d'ailier au Stade rochelais.

## Biographie

### Carrière en club
Formé au Stade rochelais, Hoani Bosmorin joue d'abord au poste de demi de mêlée avant de découvrir le poste d'ailier en Crabos, la catégorie des moins de 18 ans.
Le 13 mai 2023, il dispute son premier match professionnel avec le Stade rochelais sur le terrain du Montpellier HR. Il entre en jeu à la place de Martín Alonso à la 57e minute de jeu, et inscrit un essai cinq minutes après son entrée en jeu. Deux jours après la rencontre, il prolonge son contrat avec les espoirs jusqu'en 2025.
En septembre 2023, il est élu révélation de la première journée du Supersevens, avec un essai inscrit en huitièmes de finale et un doublé lors du quart de finale perdu face à Monaco.

### Carrière internationale
En 2022, Bosmorin joue son premier match avec l'équipe de France des moins de 18 ans, avec qui il inscrit six essais en quatre rencontres. Il remporte aussi le championnat d'Europe de rugby à sept avec les moins de 18 ans.
En février 2024, il dispute deux matchs du Tournoi des Six Nations avec l'équipe de France des moins de 20 ans, et se démarque par un retour défensif qui prive l'Irlande d'un essai, puis par un essai marqué contre l'Écosse.
À l'été 2024, Bosmorin participe au Championnat du monde junior avec l'équipe de France des moins de 20 ans. Lors du troisième match de poules face au pays de Galles, il inscrit deux essais.

### Divers
À onze ans, il joue dans le court-métrage La Petite fille du marais, tourné dans le Marais poitevin.